# 5618 Saitama
5618 Saitama è un asteroide della fascia principale. Scoperto nel 1990, presenta un'orbita caratterizzata da un semiasse maggiore pari a 2,2456712 UA e da un'eccentricità di 0,1226389, inclinata di 7,06322° rispetto all'eclittica.